# 比布拉
比布拉是德国图林根州的一个市镇。总面积4.38平方公里，总人口251人，其中男性139人，女性112人（2011年12月31日），人口密度57人/平方公里。